# سبنسر هافن
سبنسر هافن (بالإنجليزية: Spencer Haven)‏ هو محامي أمريكي، ولد في 1868، وتوفي في 1938.